# 国鉄テ600形貨車
国鉄テ600形貨車（こくてつテ600がたかしゃ）は、かつて日本国有鉄道（国鉄）およびその前身である鉄道省等に在籍した12 t 積みの鉄製有蓋車である。

## 概要
1928年（昭和3年）5月の車両称号規程改正によりテワ1035形（テワ1035 - テワ1055）、テワ1056形（テワ1056 - テワ1061）、テワ1062形（テワ1062 - テワ1111）、テワ1112形（テワ1112）、テワ1135形（テワ1135 - テワ1184）、 125両はテ600形（テ600 - テ724）に形式名変更された。同車両称号規程改正では同時に12 t 積みテ1形も制定されたが、テ1形の車軸が短軸車であるのに対して本形式は長軸車である。
テワ1035形、テワ1056形、テワ1062形、テワ1112形、テワ1135形は1911年（明治44年）車両称号規程により形式化され誕生した形式である。
1943年（昭和18年）5月1日に小倉鉄道が買収され、それに伴い小倉鉄道の車両1両が本形式（テ725）に編入された。
車体塗色は黒一色、寸法関係は、全長は5,502 mm - 6,654 mm、全幅は2,413 mm - 2,362 mm、全高は3,426 mm、実容積は23.1 m3 - 25.5 m3、自重は7.6 t - 8.1 t である。
1965年（昭和40年）に最後まで在籍した車両が廃車になり形式消滅した。